# Srbská dobrovolnická garda
Srbská dobrovolnická garda (srbsky Српска добровољачка гарда/Srpska dobrovoljačka garda) byla srbská polovojenská jednotka založená v roce 1990 Željko Ražnatovićem a zrušená v roce 1996. Jednotka se účastnila občanské války v Jugoslávii na území Chorvatska a Bosny a Hercegoviny, kde bojovala proti polovojenským silám Chorvatů a Bosňáků. Bránila například srbské civilní obyvatelstvo v okolí Srebrenice v Republice srbské, před útoky ozbrojených bosenských muslimských jednotek pod vedením Nasera Oriće. 
Je známa také pod názvem Arkanovi tygři. V roce 1996 se stala součástí Jednotky zvláštních operací. Byla však také sama viněna z řady válečných zločinů na území bývalé Jugoslávie.
Garda vznikla 11. října 1990 z dvaceti členů skupiny Delije Sever z ultras fotbalového klubu Crvena zvezda Bělehrad. Garda byla pod velením teritoriální obrany, součástí pravidelné armády, která měla na starosti území Chorvatska obývaná převážně Srby v první polovině 90. let. Srbská dobrovolnická garda byla organizována jako gang zločinců a vyzbrojena Bělehradem.
Srbská dobrovolnická garda zřídila své velitelství a výcvikový tábor v bývalém vojenském zařízení v Erdutu. Akcí se účastnila od poloviny roku 1991 do konce roku 1995, zpočátku v oblasti Vukovaru v Chorvatsku. Vybavována byla zálohami srbské policie během války v Chorvatsku a Bosně.
Po vypuknutí války v bývalé jugoslávské republice Chorvatsko na podzim roku 1991 a v Bosně v dubnu 1992 se Arkan a jeho jednotky přesunuli k útoku na různá území v těchto zemích. V Chorvatsku bojovali Tygři na různých místech východní Slavonie.